# Кано, Гильермо
Гильермо Кано Исаса (исп. Guillermo Cano Isaza) — колумбийский журналист.
Гильермо Кано был наследником основателя колумбийской ежедневной газеты «El Espectador» Фиделя Кано Гутьерреса.
С 1952 года он работал редактором «El Espectador». В качестве журналиста он освещал в газете темы корриды, спорта, культурные и политические разделы.
17 декабря 1986 года он был убит выстрелами из автоматического оружия при выходе из редакции газеты в Боготе двумя наёмными убийцами, связанными с колумбийскими наркокартелями. Предполагалось, что нападение было местью за кампанию, начатую им в газете по разоблачению влияния торговцев наркотиками на политику страны.
В октябре 1995 года четыре человека (Мария Офелия Сальдарриага, Пабло Энрике Самора, Карлос Мартинес Эрнандес и Луис Карлос Молина Епес) были признаны виновными в заговоре с целью совершения его убийства и приговорены к тюремному заключению сроком на 16 лет 8 месяцев. Однако, после апелляции обвинения против всех, кроме Молины, были сняты.
В 1997 году ЮНЕСКО учредила ежегодную премию его имени — Всемирная премия ЮНЕСКО/Гильермо Кано за вклад в дело свободы печати — которая служит для награждения лиц или организаций, которые сделали выдающуюся работу для защиты свободы прессы.
В 2000 году Международный институт прессы назвал его одним из 50 героев свободы прессы в мире.